# جنگل سنگی‌شده لسبوس

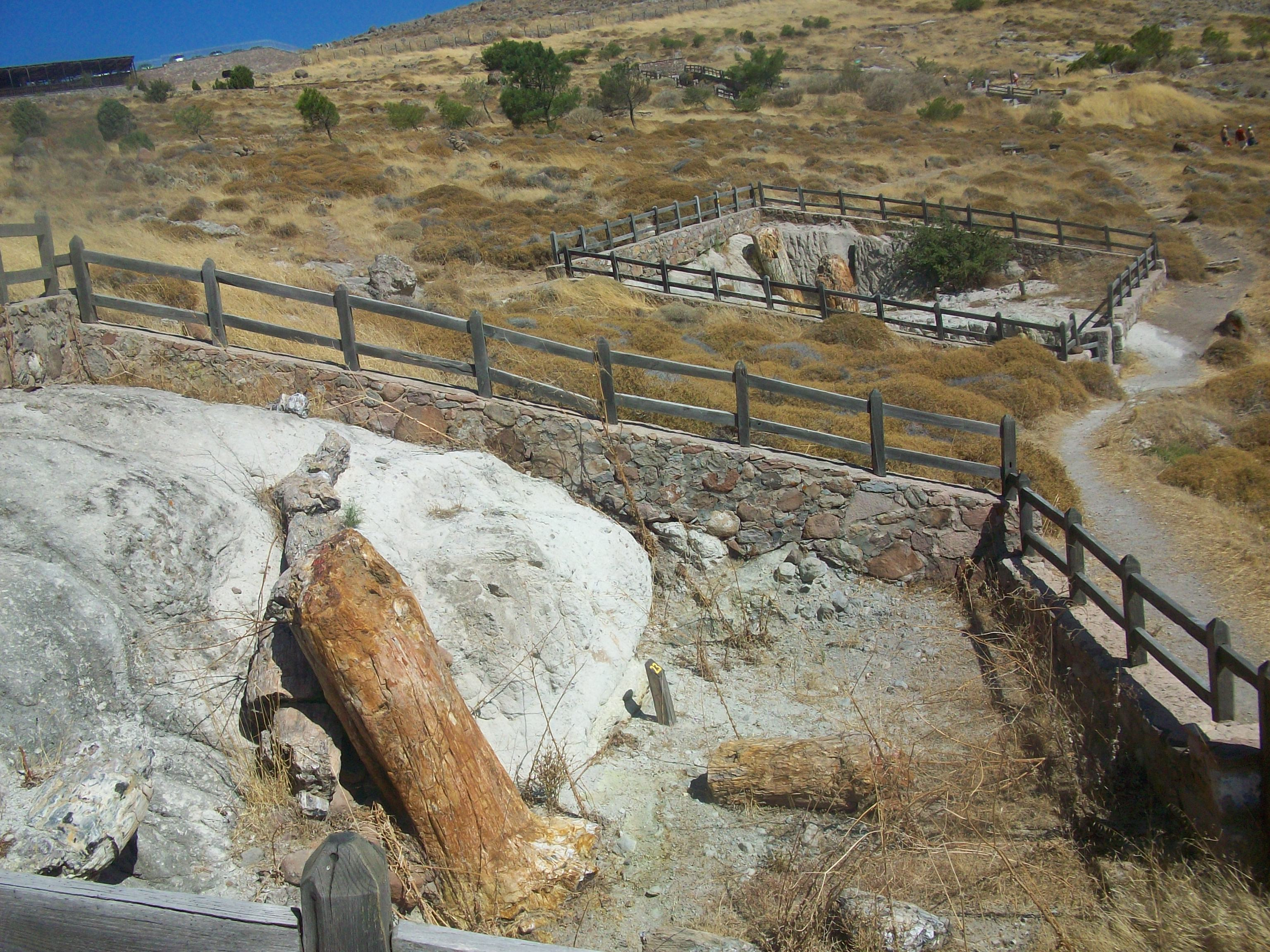
جنگل سنگ‌شده لسبوس

جنگل سنگی‌شده لسبوس یک جنگل چوب سنگی‌شده در جزیره لسبوس در یونان است.
این جنگل از بقایای فسیل شده گیاهان و درختان تشکیل شده است که در بسیاری از مناطق در قسمت باختری جزیره لسبوس یافت می‌شوند. یافته‌ها اکنون شامل یک درخت ۱۹٬۵ متری با تعدادی ریشه و شاخه و برگ و همچنین ۱۵۰ کنده سنگ فسیل شده است. منطقه محصور شده نظر تنه درختان فسیل شده بسیار متراکم است و منطقه‌ای را تشکیل می‌دهد که به عنوان جنگل سنگ‌شده لسبوس تعیین شده است و توسط موزه تاریخ طبیعی جنگل سنگ‌شده لسبوس مدیریت می‌شود. این جنگل سنگ‌شده به عنوان یک اثر طبیعی حفاظت شده است.

## موزه
یک موزه تاریخ طبیعی مربوط به جنگل سنگ‌شده وجود دارد.

## میراث جهانی یونسکو
جنگل سنگ‌شده لسبوس، تا تاریخ ۲۰۱۴، برای فهرست آزمایشی میراث جهانی یونسکو پیشنهاد شد.